# Negrești
Negrești – miasto w Rumunii (okręg Vaslui, Mołdawia). Liczy 10 tys. mieszkańców (2006).